# Iguig
Ne doit pas être confondu avec Taguig.
Iguig est une municipalité de la province de Cagayan, aux Philippines.

## Barangays
Iguig compte 23 barangays :
| - Ajat - Atulu - Baculud - Bayo - Campo - San Esteban (Capitan) - Dumpao - Gammad - Santa Teresa (Gammad Sur) - Garab - Malabbac - Manaoag (Aquiliquilao) | - Minanga Norte - Minanga Sur - CENTRO/Nattanzan - Redondo - Salamague - San Isidro (Ugac West) - San Lorenzo - Santa Barbara - Santa Rosa - Santiago - San Vicente (Ugac East) |